# جنگل‌ها، درختزارها و بوته‌زارهای مدیترانه‌ای

گستره جنگل‌ها، درختزارها و بوته‌زارهای مدیترانه‌ای

جنگل‌ها، درختزارها و بوته‌زارهای مدیترانه‌ای یک زیست‌بوم تعریف‌شده توسط صندوق جهانی طبیعت است. این زیست‌بوم به‌طور کلی با تابستان‌های خشک و زمستان‌های بارانی شناخته می‌شود، هرچند که در برخی مناطق ممکن است بارش در طول سال یکنواخت باشد. به‌طور معمول، تابستان‌ها در مناطق داخلی کم ارتفاع گرم و داغ است ولی ممکن است در نزدیکی دریاها، خنک باشد. زمستان‌ها نیز به‌طور معمول، در مناطق کم ارتفاع ملایم و خنک است ولی در مناطق مرتفع و نقاط داخلی ممکن است سرد باشد. همه این بوم‌ناحیه‌ها بسیار متمایز هستند و در مجموع حدود ۱۰ درصد از گونه‌های گیاهی زمین را در خود جای داده‌اند.

## بوم‌ناحیه‌ها
| بوم‌ناحیه‌های جنگل‌ها، درختزارها و بوته‌زارهای مدیترانه‌ای قلمرو دیرین‌شمالگان | بوم‌ناحیه‌های جنگل‌ها، درختزارها و بوته‌زارهای مدیترانه‌ای قلمرو دیرین‌شمالگان |
| ------------------------------------------------------------------------ | ------------------------------------------------------------------------ |
| Aegean and Western Turkey sclerophyllous and mixed forests               | یونان، مقدونیه شمالی، ترکیه                                              |
| جنگل‌های مخلوط خزان‌دار و سوزنی‌برگ آناتولی                                 | ترکیه                                                                    |
| Canary Islands dry woodlands and forests                                 | اسپانیا                                                                  |
| Corsican montane broadleaf and mixed forests                             | فرانسه                                                                   |
| Crete Mediterranean forests                                              | یونان                                                                    |
| Cyprus Mediterranean forests                                             | قبرس                                                                     |
| جنگل‌های سوزنی‌برگ–سخت‌برگ–پهن‌برگ مدیترانه شرقی                             | اسرائیل، اردن، لبنان، سوریه، ترکیه                                       |
| Iberian conifer forests                                                  | اسپانیا                                                                  |
| Iberian sclerophyllous and semi-deciduous forests                        | پرتغال، اسپانیا                                                          |
| Illyrian deciduous forests                                               | آلبانی، بوسنی و هرزگوین، کرواسی، یونان، ایتالیا، اسلوونی                 |
| Italian sclerophyllous and semi-deciduous forests                        | فرانسه، ایتالیا                                                          |
| Mediterranean acacia-argania dry woodlands and succulent thickets        | مراکش، جزایر قناری (اسپانیا)                                             |
| Mediterranean dry woodlands and steppe                                   | الجزایر، مصر، لیبی، مراکش، تونس                                          |
| Mediterranean woodlands and forests                                      | الجزایر، لیبی، مراکش، تونس                                               |
| Northeastern Spain and Southern France Mediterranean forests             | فرانسه، موناکو، اسپانیا                                                  |
| Northwest Iberian montane forests                                        | پرتغال، اسپانیا                                                          |
| جنگل‌های مخلوط کوه‌های پیندوس                                              | آلبانی، یونان، مقدونیه شمالی                                             |
| South Apennine mixed montane forests                                     | ایتالیا                                                                  |
| Southeastern Iberian shrubs and woodlands                                | اسپانیا                                                                  |
| جنگل‌های خزان‌دار و سوزنی‌برگ کوهستانی آناتولی جنوبی                        | اسرائیل، اردن، لبنان، سوریه، ترکیه                                       |
| Southwest Iberian Mediterranean sclerophyllous and mixed forests         | پرتغال، اسپانیا                                                          |
| Tyrrhenian–Adriatic sclerophyllous and mixed forests                     | کرواسی، فرانسه، ایتالیا، مالت                                            |

| بوم‌ناحیه‌های جنگل‌ها، درختزارها و بوته‌زارهای مدیترانه‌ای قلمرو نوشمالگان | بوم‌ناحیه‌های جنگل‌ها، درختزارها و بوته‌زارهای مدیترانه‌ای قلمرو نوشمالگان |
| --------------------------------------------------------------------- | --------------------------------------------------------------------- |
| California coastal sage and chaparral                                 | مکزیک، ایالات متحده آمریکا                                            |
| California interior chaparral and woodlands                           | ایالات متحده آمریکا                                                   |
| California montane chaparral and woodlands                            | ایالات متحده آمریکا                                                   |

| بوم‌ناحیه‌های جنگل‌ها، درختزارها و بوته‌زارهای مدیترانه‌ای قلمرو استرالزی | بوم‌ناحیه‌های جنگل‌ها، درختزارها و بوته‌زارهای مدیترانه‌ای قلمرو استرالزی |
| -------------------------------------------------------------------- | -------------------------------------------------------------------- |
| Coolgardie woodlands                                                 | استرالیا                                                             |
| Esperance mallee                                                     | استرالیا                                                             |
| Eyre and York mallee                                                 | استرالیا                                                             |
| Jarrah-Karri forest and shrublands                                   | استرالیا                                                             |
| Swan Coastal Plain scrub and woodlands                               | استرالیا                                                             |
| Mount Lofty woodlands                                                | استرالیا                                                             |
| Murray-Darling woodlands and mallee                                  | استرالیا                                                             |
| Naracoorte woodlands                                                 | استرالیا                                                             |
| Southwest Australia woodlands                                        | استرالیا                                                             |

| بوم‌ناحیه‌های جنگل‌ها، درختزارها و بوته‌زارهای مدیترانه‌ای قلمرو نوحاره‌ای | بوم‌ناحیه‌های جنگل‌ها، درختزارها و بوته‌زارهای مدیترانه‌ای قلمرو نوحاره‌ای |
| -------------------------------------------------------------------- | -------------------------------------------------------------------- |
| Chilean Matorral                                                     | شیلی                                                                 |